# Загрядский, Иван Иванович
Ива́н Ива́нович Загря́дский (27 декабря 1918 — 18 января 1986) — участник Великой Отечественной войны, командир 323-го гвардейского истребительно-противотанкового артиллерийского полка, Герой Советского Союза. Генерал-майор в отставке, кандидат военных наук, доцент Военной академии имени Фрунзе.

## Биография
Родился 27 декабря 1918 года в деревне Урванка в крестьянской семье. Русский. Окончил среднюю школу № 1 города Сталиногорска.
В августе 1937 года добровольцем вступил в РККА по комсомольской путёвке через Сталиногорский горвоенкомат. В 1939 году окончил Смоленское артиллерийское училище.
На фронтах Великой Отечественной войны с начала войны, воевал на Юго-Западном, Воронежском и 1-м Украинском фронтах, прошёл боевой путь от начальника связи артдивизиона до командира полка.
Член ВКП(б) с 1942 года.
27 сентября 1943 года в районе села Зарубенцы (ныне Монастырищенского района Черкасской области Украины) при форсировании Днепра сложилась критическая ситуация, когда хорошо вооружённый, имея значительный перевес в живой силе, противник попытался сбросить атакующих назад в реку. Гвардии майор И. И. Загрядский взял ситуацию под контроль, и с криком «Вперёд! За Родину!» возглавил атаку советских войск на траншеи врага. За день советские воины на небольшом плацдарме отразили тридцать атак противника, уничтожив при этом несколько танков. Контуженый И. И. Загрядский продолжал управлять боем.
19 января 1944 года гвардии майор И. И. Загрядский, заместитель командира 322-го гвардейского истребительно-противотанкового артиллерийского полка (8-я гвардейская истребительно-противотанковая артиллерийская бригада, 40-я армия, 1-й Украинский фронт), проводя ночную разведку, обнаружил в районе села Цибулев (Черкасская область) на стыке соединений, скопление БТР с пехотой противника. Огнём батарей были подбиты и сожжены пять БТР, захвачено немецкое знамя и прибуксировано в часть три исправных немецких бронетранспортёра. За этот эпизод был представлен к званию Героя Советского Союза, но был награждён только орденом Ленина.
21 января 1944 года гвардии майор И. И. Загрядский лично руководил тремя истребительными батареями. Под его командованием было уничтожено 32 танка врага, среди них десять «тигров».
В дальнейшем, принимал участие в освобождении Украины, Польши, в боях на территории Германии и в штурме Берлина. За участие в освобождении города Львов в 1944 году Приказом ВГК 323-му гвардейскому истребительно-противотанковому артиллерийскому полку гвардии майора И. И. Загрядского присвоено почётное наименование «Львовский».
Отличился в боях за Берлин. Командуя 323-м гвардейским истребительно-противотанковым артполком (8-я гвардейская истребительно-противотанковая артиллерийская бригада, 28-я армия), в боях за Берлин с 23 по 30 апреля 1945 года проявил личный героизм, первым со своим полком ворвался в Берлин, без потерь форсировал Тельтов-канал, и завязал уличные бои.
28 апреля 1945 года при подходе к центру г. Берлина советская стрелковые соединения были приостановлены сильным огнём из домов. И. И. Загрядский по своей инициативе за 200—300 м от огневых точек противника выкатил 100-мм орудия на прямую наводку, подавил огневые точки противника и дал возможность пехоте успешно завершить штурм. Полк под командованием И. И. Загрядского, имея незначительные потери, нанёс противнику большой урон, уничтожив огнём своих орудий 2 танка, 3 САУ, 56 огневых точек, а также более 1000 солдат и офицеров противника.
Указом Президиума Верховного Совета СССР от 27 июня 1945 года за храбрость, мужество и личный героизм, проявленные в боях при штурме Берлина, гвардии майору И. И. Загрядскому присвоено звание Героя Советского Союза с вручением ордена Ленина и медали «Золотая Звезда» (№ 7572).
После войны продолжил службу в Вооружённых Силах СССР. В 1951 году окончил Военную академию имени Фрунзе, где затем работал преподавателем. Кандидат военных наук, доцент. С 1970 года генерал-майор И. И. Загрядский — в отставке.
Умер 18 января 1986 года.

## Награды
- Медаль «Золотая Звезда» № 7572 Героя Советского Союза (27 июня 1945);
- два ордена Ленина (23 сентября 1943; 27 июня 1945);
- орден Красного Знамени (31 декабря 1943);
- орден Суворова III степени (20 сентября 1944);
- два ордена Отечественной войны I степени (9 марта 1944; 6 апреля 1985[6]);
- орден Красной Звезды (1952)[7];
- орден «За службу Родине в Вооружённых Силах СССР» III степени;
- медаль «За боевые заслуги» (1947)[7];
- медаль «За победу над Германией»;
- медаль «За взятие Кёнигсберга» (24.01.1946)[8];
- медаль «За взятие Берлина»;
- другие медали;
- иностранные медали (Польша).

## Сочинения
- Загрядский И. И. Боевые действия 27 оиптапр на обоянском направлении (5—10 июля 1943 г.) // Военно-исторический журнал. — 1979. — № 7. — С.38-41.